# الصحة في النمسا
التشريعات المتعلقة بقضايا الصحة العامة في النمسا مجزأة وفي بعض الحالات عفا عليها الزمن وغير مكتملة وفقًا للمرصد الأوروبي للنظم والسياسات الصحية.
توجد جمعية نمساوية للصحة العامة (Österreichische Gesellschaft für Public Health).
تم نشر مقياس جديد لرأس المال البشري المتوقع محسوبًا لـ 195 دولة من عام 1990 إلى عام 2016 ومُحدد لكل مجموعة ولادة على أنه السنوات المتوقعة التي تعيش من سن 20 إلى 64 عامًا وتعديلها للتحصيل التعليمي أو جودة التعلم أو التعليم والحالة الصحية الوظيفية, تم نشره بواسطة ذا لانسيت في سبتمبر 2018. احتلت النمسا المرتبة التاسعة عشرة من حيث أعلى مستوى لرأس المال البشري المتوقع مع 24 سنة متوقعة في مجالات الصحة والتعليم والتعلم والتي تتراوح أعمارها بين 20 و 64 عامًا.

## تاريخ
بين عامي 1914 و 1918, انخفض متوسط وزن طفل يبلغ من العمر تسع سنوات في فيينا من 30 كجم إلى 22.8 كجم. انخفض استهلاك الحليب في المدينة في نفس الفترة من 900 ألف لتر يوميًا إلى 70 ألفًا.

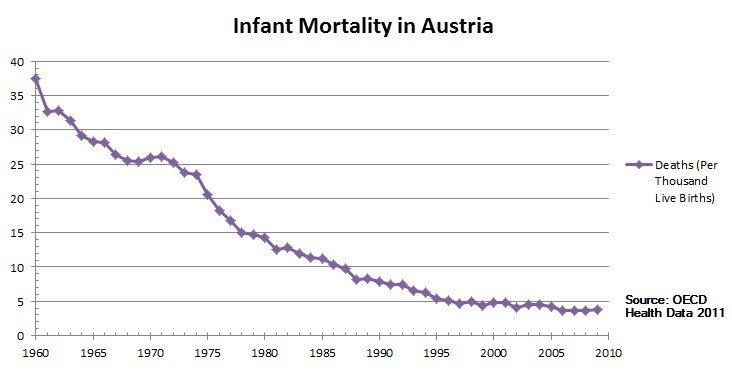
انخفض معدل وفيات الرضع بين عامي 1960 و 2009 بشكل كبير في النمسا.